# 恺英网络
恺英网络（深交所：002517），是一家中国上海网络游戏上市公司，公司名稱恺英含义为英文「King」。成立于2008年，代表作有《全民奇迹MU》以及和腾讯合作的QQ空间游戏楼一幢（摩天大楼，已下线）、代理的戰艦世界之閃擊戰。之后成立子公司浙江欢游网络科技，在手机游戏领域开拓了啪啪游戏厅此一模擬器遊戲平台，授權了PSP到早期紅白機的眾多日本遊戲將之加上網路對戰功能，主打懷舊遊戲圈。

## 內線交易
恺英网络创始人是王悦，1983年5月出生于江苏苏州昆山淀山湖，曾为2016年胡润百富榜“白手起家的中国最年轻富豪”，33岁时身家66亿元人民币，所持公司股份全部遭上海市公安局冻结，占其所持股份总数的100%，2019年5月7日恺英网络公告称王悦因涉嫌操纵证券市场罪被上海市公安局刑事拘留。
冯显超1982年4月于陕西榆林生，与王悦是长安大学的校友，子公司浙江歡游負責人。相同的股权都已被质押，此前为恺英网络共同创始人任公司副总经理因涉嫌个人经济犯罪正在接受公安机关调查。
金锋于1988年7月出生，现任恺英网络董事长，曾于浙江盛和网络科技有限公司创造蓝月IP和渣渣辉形象，后恺英收购51%浙江盛和公司股份。于2019年10月下旬被捕。